# Arsenio Laurel
Arsenio Laurel (Manilla, 14 december 1931 - Macau, 19 november 1967) was een Filipijns autocoureur en de eerste tweevoudige winnaar van de Grand Prix van Macau. Arsenio Laurel was een pionier in de Filipijnse autosport en een zoon van voormalig president José Laurel.

## Biografie
Arsenio Laurel was de jongste van negen kinderen van José Laurel, een invloedrijk politicus en president tijdens de Japanse bezetting in de Tweede Wereldoorlog. Ook zijn drie broers zouden later belangrijke posities in de Filipijnse politiek bekleden. Salvador Laurel was vicepresident en senator, José Laurel jr. was tweemaal voorzitter van het Filipijns Huis van Afgevaardigden, Sotero Laurel III was senator en José Laurel III, ambassadeur en afgevaardigde.
Arsenio Laurel was een pionier in de Filipijnse autosport en een van de kampioenen in de beginjaren van de georganiseerde autoraces in het land. Ook internationaal had Laurel succes. Zo won hij in 1962 en 1963 de Grand Prix van Macau. Daarnaast excelleerde ook in karten en dragracing en had daarnaast ook zijn helikopterbrevet. Halverwege de jaren 60 werd hij ook bekend bij het publiek door zijn presentatie van het tv-programma Motoring News, het langst lopende televisieprogramma ooit over de motorindustrie.
Hij overleed op 35-jarige leeftijd tijdens de Macau Grand Prix van 1 november 1967. Volgens ooggetuigen verloor hij de controle over zijn Lotus 41, waarna hij een muur raakte. Bij de brand die bij de crash ontstond kwam Laurel om het leven. Hij was daarmee het eerste dodelijke slachtoffer van de Macau Grand Prix.